# Auchmis saga
Auchmis saga är en fjärilsart som beskrevs av Butler 1878. Auchmis saga ingår i släktet Auchmis och familjen nattflyn. Inga underarter finns listade i Catalogue of Life.